# سراب کی میرزاوند دو
سراب کی میرزاوند دو، روستایی از توابع بخش دوره چگنی شهرستان خرم‌آباد در استان لرستان ایران است.

## جمعیت
کی در زبان لری قدیم به معنی سراب فصلی می‌باشد. این روستا در دهستان دوره قرار دارد و براساس سرشماری مرکز آمار ایران در سال ۱۳۸۵، جمعیت آن ۲۸۹ نفر (۷۶خانوار) بوده است. سراب کی میرزاوند در فاصله ۲۶ کیلومتری خرم‌آباد و در نزدیکی سفیدکوه قرار دارد. قدیمی‌ترین ساکنان این روستا در محلی نزدیک کوه بزگیر که نسار نام دارد ساکن بوده‌اند که هنوز هم محل خانه‌های قدیمی آنان قابل مشاهده است.